# Mays Landing
Mays Landing és una concentració de població designada pel cens dels Estats Units a l'estat de Nova Jersey. Segons el cens del 2000 tenia 2.321 habitants.

## Demografia
Segons el cens del 2000, Mays Landing tenia 2.321 habitants, 892 habitatges, i 599 famílies. La densitat de població era de 527,1 habitants/km².
Dels 892 habitatges en un 33,9% hi vivien nens de menys de 18 anys, en un 49,2% hi vivien parelles casades, en un 14,5% dones solteres, i en un 32,8% no eren unitats familiars. En el 27,4% dels habitatges hi vivien persones soles el 10,3% de les quals corresponia a persones de 65 anys o més que vivien soles. El nombre mitjà de persones vivint en cada habitatge era de 2,55 i el nombre mitjà de persones que vivien en cada família era de 3,12.
Per edats la població es repartia de la següent manera: un 25,4% tenia menys de 18 anys, un 7,2% entre 18 i 24, un 30,9% entre 25 i 44, un 23,1% de 45 a 60 i un 13,4% 65 anys o més.
L'edat mediana era de 37 anys. Per cada 100 dones de 18 o més anys hi havia 88,3 homes.
La renda mediana per habitatge era de 52.628 $ i la renda mediana per família de 60.000 $. Els homes tenien una renda mediana de 41.432 $ mentre que les dones 30.154 $. La renda per capita de la població era de 23.477 $. Aproximadament el 4,9% de les famílies i el 6,8% de la població estaven per davall del llindar de pobresa.

## Poblacions més properes
El següent diagrama mostra les poblacions més properes.